# San Sosti
San Sosti är en ort och kommun i provinsen Cosenza i regionen Kalabrien i Italien. Kommunen hade 2 148 invånare (2018).